# Predsednik Avstrije
Zvezni predsednik Republike Avstrije ali predsednik Avstrije (nemško: Bundespräsident der Republik Österreich) je vodja države Republika Avstrija. Čeprav mu je z ustavo teoretično zaupana velika moč, je predsedniška vloga v praksi ceremonialna in simbolična.
Urad predsednika je bil ustanovljen leta 1920 po razpadu Avstro-Ogrske in Habsburške monarhije leta 1918. Kot vodja države je predsednik nasledil predsednika ustavodajne skupščine, post-monarhičnega začasnega zakonodajnega telesa. Prvotno ga je avstrijsko ljudstvo izbralo neposredno na splošnih volitvah vsakih šest let, namesto tega pa ga je zakonodajna zvezna skupščina imenovala do leta 1951, ko je Theodor Körner postal prvi ljudsko izvoljeni predsednik. Na ljudskem glasovanju so bili na mesto predsednika izvoljeni le nominiranci Socialdemokratske stranke in Ljudske stranke, z izjemo trenutnega predsednika Aleksandra Van der Bellena, ki je član Zelenih.
Predsednik imenuje kanclerja, podkanclerja, ministre, državne sekretarje in sodnike vrhovnih sodišč. Predsednik lahko kadarkoli odpokliče tudi kanclerja in vlado. Poleg tega predsednik podpisuje zakone in je pooblaščen za razpustitev Državnega sveta in državnega zakonodajnega telesa, prav tako podpisuje pogodbe s tujino, vlada v primeru izrednih odlokov in poveljuje oboroženim silam. Večina teh predsedniških pooblastil ni bila nikoli uporabljena. Poleg tega je predsednik v avstrijski hierarhiji na prvem mestu, pred predsedstvom Državnega sveta in kanclerjem.
Glavno prebivališče in delovno mesto predsednika je krilo Leopoldine v cesarski palači Hofburg na Dunaju.

## Rezidenca
Uradno prebivališče in delovno mesto predsednika je krilo Leopoldine v cesarski palači Hofburg, ki se nahaja v dunajskem okraju Innere. Leopoldino krilo včasih dvoumno imenujejo "predsedniška kancelarija". V praksi predsednik dejansko ne prebiva v Hofburgu, ampak živi v svojem privatnem prebivališču.
Kot že razkriva ime, je Hofburg zgradba, ki izvira iz časov monarhije; zgrajena je bila pod vodstvom svetega rimskega cesarja Leopolda I. v 13. stoletju. Zaradi padca monarhije in oblikovanja republike so se demokratične institucije namenoma držale oddaljene od monarhičnih ustanov in tako je prvotna rezidenca predsednika postala stavba kanclerjev. Po močnem bombardiranju med drugo svetovno vojno je stavba kancelarije postala neprimerna za bivanje in predsednik je moral poiskati novo prenočišče. Prvi predsednik Druge republike Karl Renner je namerno izbral krilo Leopoldine; saj je na njeno ustvarjanje in zgodovino, zlasti na notranjo opremo, vplivala cesarica Marija Terezija, katere profil je bil takrat na splošno naklonjen ljudem. Zgradba kanclerstva je bila pozneje prenovljena in zdaj služi kot prebivališče in delovno mesto kanclerja.
Poleg Hofburga ima predsednik na voljo tudi poletno rezidenco, Lovsko kočo Mürzsteg. Koča pa že desetletja ni v uporabi; nekdanji predsednik Heinz Fischer se je med kampanjo za predsednika celo brezplodno zavezal, da bo zgradbo prodal.

## Varovanje
Predsednik je zakonsko zaščiten z več posebnimi kazenskopravnimi določbami, od katerih je najpomembnejši odstavek 249. zakonskega kazenskega zakonika:
"Za vsakogar, ki poskuša predsednika odstaviti s silo, nevarnimi grožnjami ali z enim od teh sredstev prisiliti ali preprečiti izvajanje njegovih pooblastil, delno ali v celoti, je predpisana zaporna kazen od enega do desetih let."
Naslova "Bundespräsident" (= predsednik) - tudi z dodatki ali v povezavi z drugimi naslovi - ne sme uporabljati nihče drug kot sedanji predsednik.

## Seznam
Glavni članek: Seznam predsednikov Avstrije
| Portret                    | Predsednik                 | Mandat                     | Mandat                     | Politična stranka          |                            |
| Portret                    | Predsednik                 | Začetek                    | Konec                      | Politična stranka          |                            |
| Prva republika (1918–1938) | Prva republika (1918–1938) | Prva republika (1918–1938) | Prva republika (1918–1938) | Prva republika (1918–1938) | Prva republika (1918–1938) |
| -------------------------- | -------------------------- | -------------------------- | -------------------------- | -------------------------- | -------------------------- |
|                            | Michael Hainisch           | 9. december 1920           | 10. december 1928          | independent                |                            |
|                            | Wilhelm Miklas             | 10. december 1928          | 13. marec 1938             | CS                         |                            |
| Druga republika (po 1945)  |                            |                            |                            |                            |                            |
|                            | Karl Renner                | 20. december 1945          | 31. december 1950          | SPÖ                        |                            |
|                            | Theodor Körner             | 21. junij 1951             | 4. januar 1957             | SPÖ                        |                            |
|                            | Adolf Schärf               | 22. maj 1957               | 28. februar 1965           | SPÖ                        |                            |
|                            | Franz Jonas                | 9. junij 1965              | 24. april 1974             | SPÖ                        |                            |
|                            | Rudolf Kirchschläger       | 8. julij 1974              | 8. julij 1986              | neodvisen (nominirala SPÖ) |                            |
|                            | Kurt Waldheim              | 8. julij 1986              | 8. julij 1992              | neodvisen (nominirala ÖVP) |                            |
|                            | Thomas Klestil             | 8. julij 1992              | 6. julij 2004              | ÖVP neodvisen              |                            |
|                            | Heinz Fischer              | 8. julij 2004              | 8. julij 2016              | SPÖ neodvisen              |                            |
|                            | Alexander Van der Bellen   | 26. januar 2017            | danes                      | neodvisen                  |                            |